# Waubach
Waubach (Limburgs: Woabich) is een dorp in het zuidoosten van Nederlands-Limburg, vlak bij de Duitse grens. Waubach is een van de vier kerkdorpen die tot 1982 de gemeente Ubach over Worms vormden, die in dat jaar in de grotere gemeente Landgraaf opging.

## Etymologie en geschiedenis
Waubach dankt zijn naam waarschijnlijk aan een beekje (bach) dat er in bosrijke omgeving (wald) stroomde. 'Waldbach' zou dan later 'Waubach' zijn geworden.
Tot aan de Franse tijd was Waubach theoretisch deel van het abdijvorstendom Thorn. Het dorp werd door de abdij van Thorn bestuurd, waar de abdis naast de kerkelijke, ook de wereldlijke macht uitoefende. De naam van de Waubachse wijk Abdissenbosch herinnert nog aan deze situatie.

## Bezienswaardigheden

### Kerken en kapellen
- De Oude parochiekerk Waubach uit het begin van de 19e eeuw huisvest sinds 1988 het Theater Landgraaf. Het is een eenvoudig bakstenen gebouw met een kleine toren, dat later verbouwd werd tot woning.
- De parochiekerk Sint-Jozef dateert van 1877 en is een kruiskerk in neogotische stijl, ontworpen door François van Schoubrouck.
- De Sint-Theresiakerk en Don Boscokerk in de wijk Lauradorp
- De Nieuw-Apostolische kerk
- De calvariekapel aan de Groenstraat, van 1923. Halfronde niskapel, uitgevoerd in natuursteen. Het corpus op het kruisbeeld is 16e-eeuws. Het crucifix wordt geflankeerd door Maria en Johannes. Deze werd ontworpen door A.J. Bartels en verving een voorganger van 1848.
- Het Waarderkapelke is een veldkapel van 1913, die zich bevindt op de hoek Kerkveldweg/Waarderweg. Een rechthoekig gepleisterd Mariakapelletje onder zadeldak.
- Sint-Barbarabeeld, voor de patroonheilige van de mijnwerkers

### Overige bouwwerken
- Voor de mijnkoloniën, zie Lauradorp
- Voormalig raadhuis, aan Kerkberg 7, van 1827, verbouwd 1880, vanaf 1931 kapelanie.
- Diverse 18e-eeuwse boerderijen:
  - Charles Frehenstraat 20-22
  - Charles Frehenstraat 36, van 1708, met zijgevel in vakwerk.
  - Charles Frehenstraat 53, van 1750.
  - Grensstraat 87 en 92
  - Grensstraat 100, met vakwerkgevel.
  - Grensstraat 115, van 1815
  - Grensstraat 127-129
  - Grensstraat 128, van 1769.
  - Groenstraat West 70.
  - Groenstraat Oost 139, van 1790, voorgevel van 1819.
  - Kantstraat 2
- Woonhuis Charles Frehenstraat 2, van 1740, ingang met snijraam in Lodewijk XV-stijl.

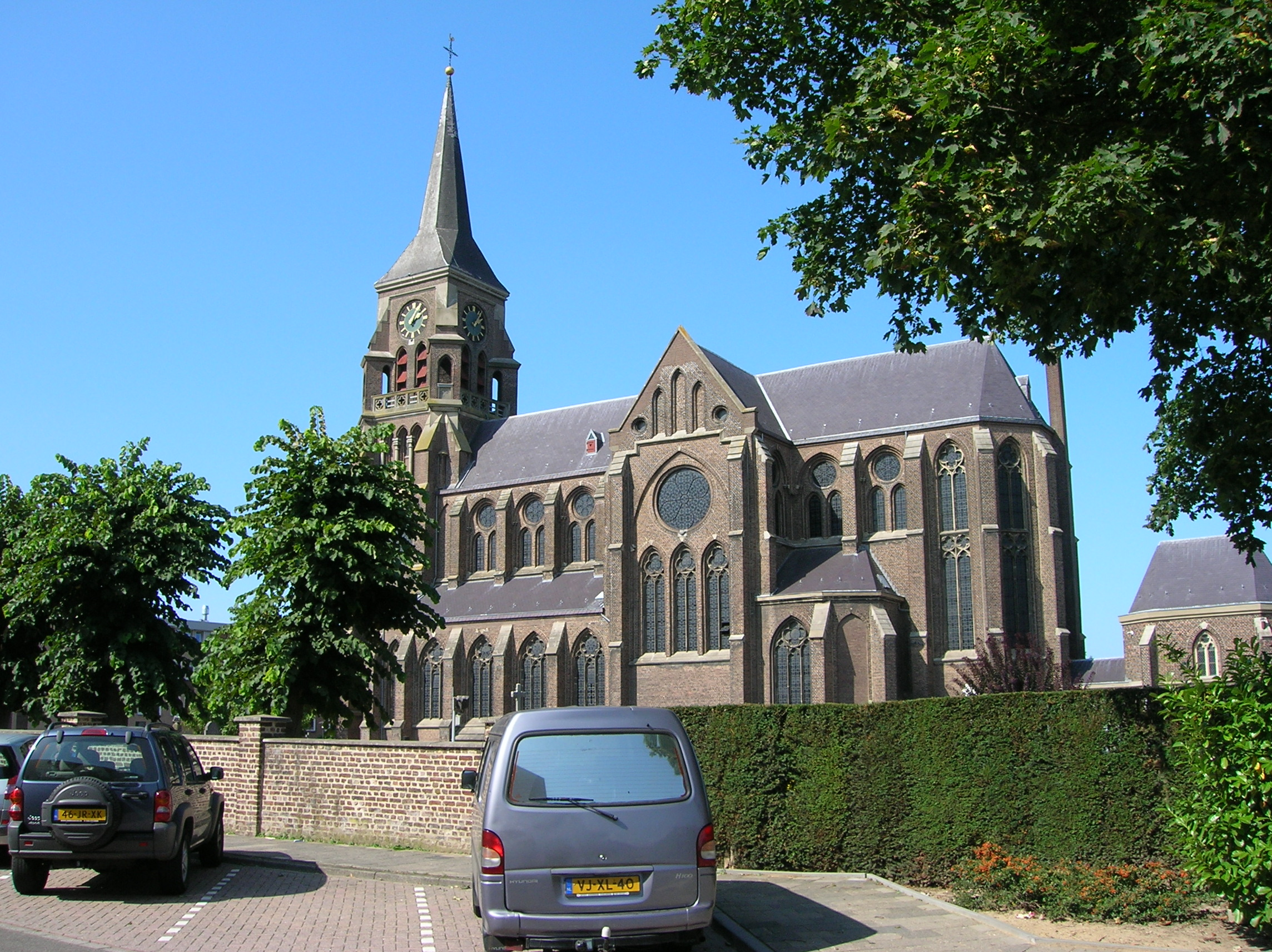
Sint-Jozefkerk
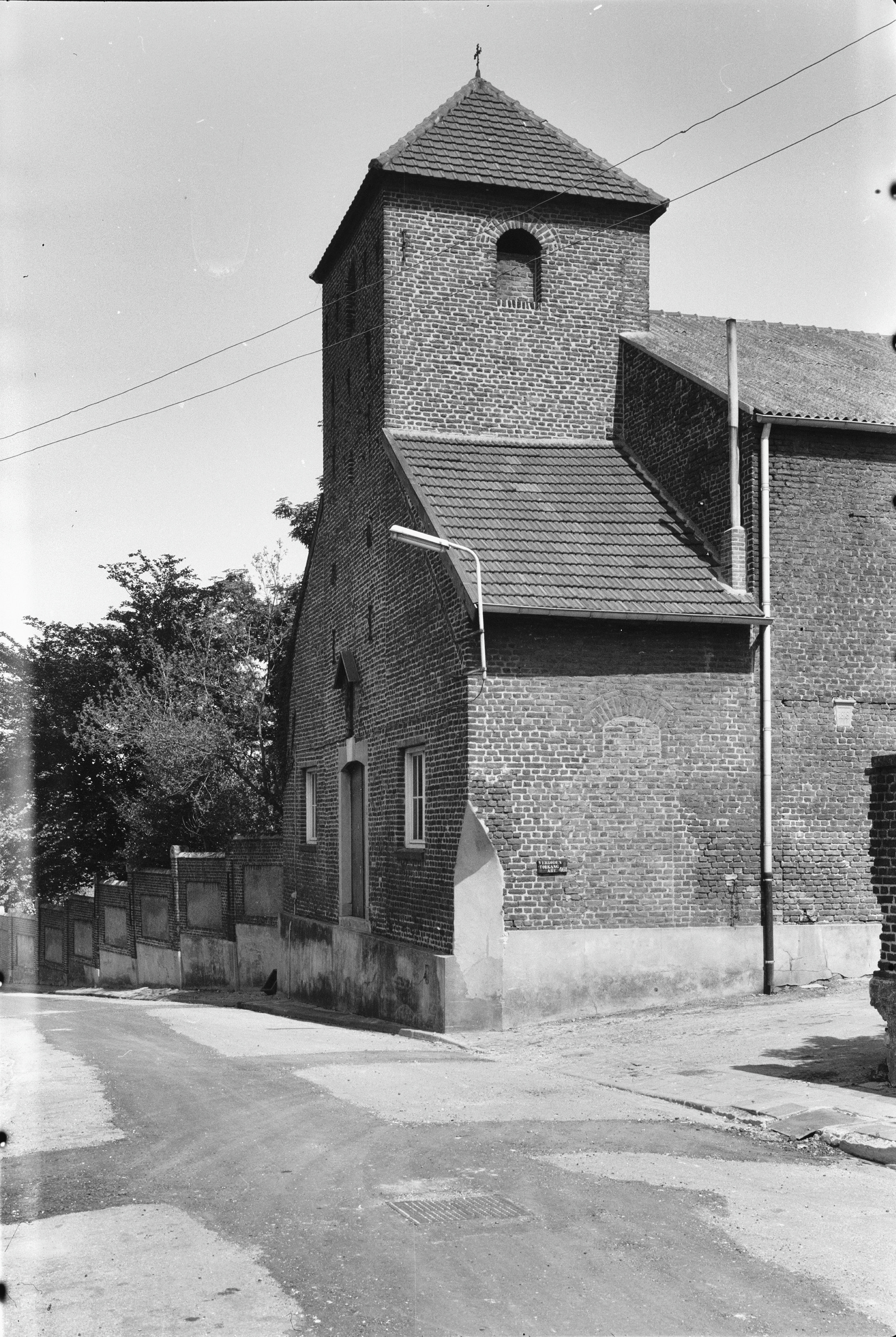
Oude kerk
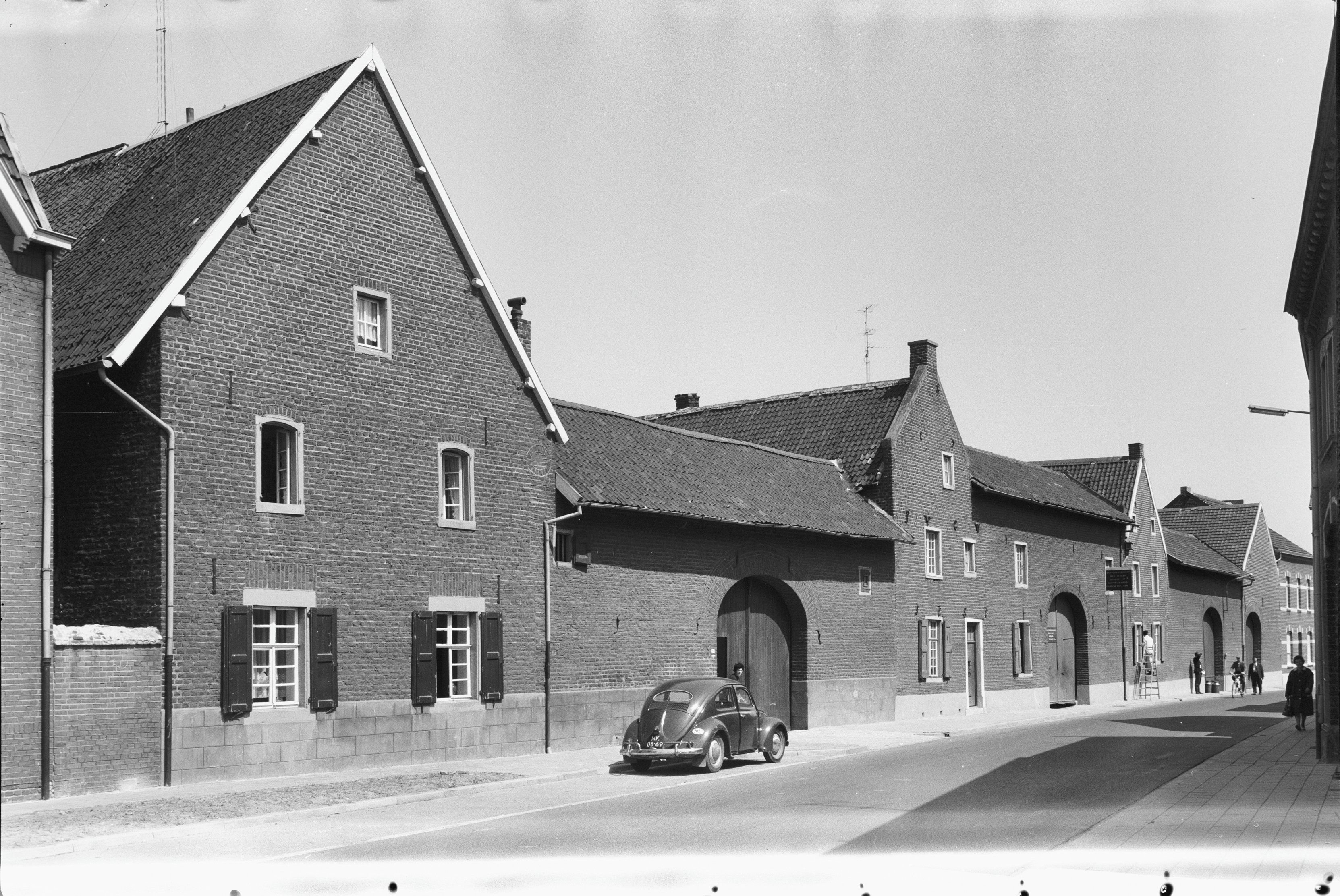
Grensstraat
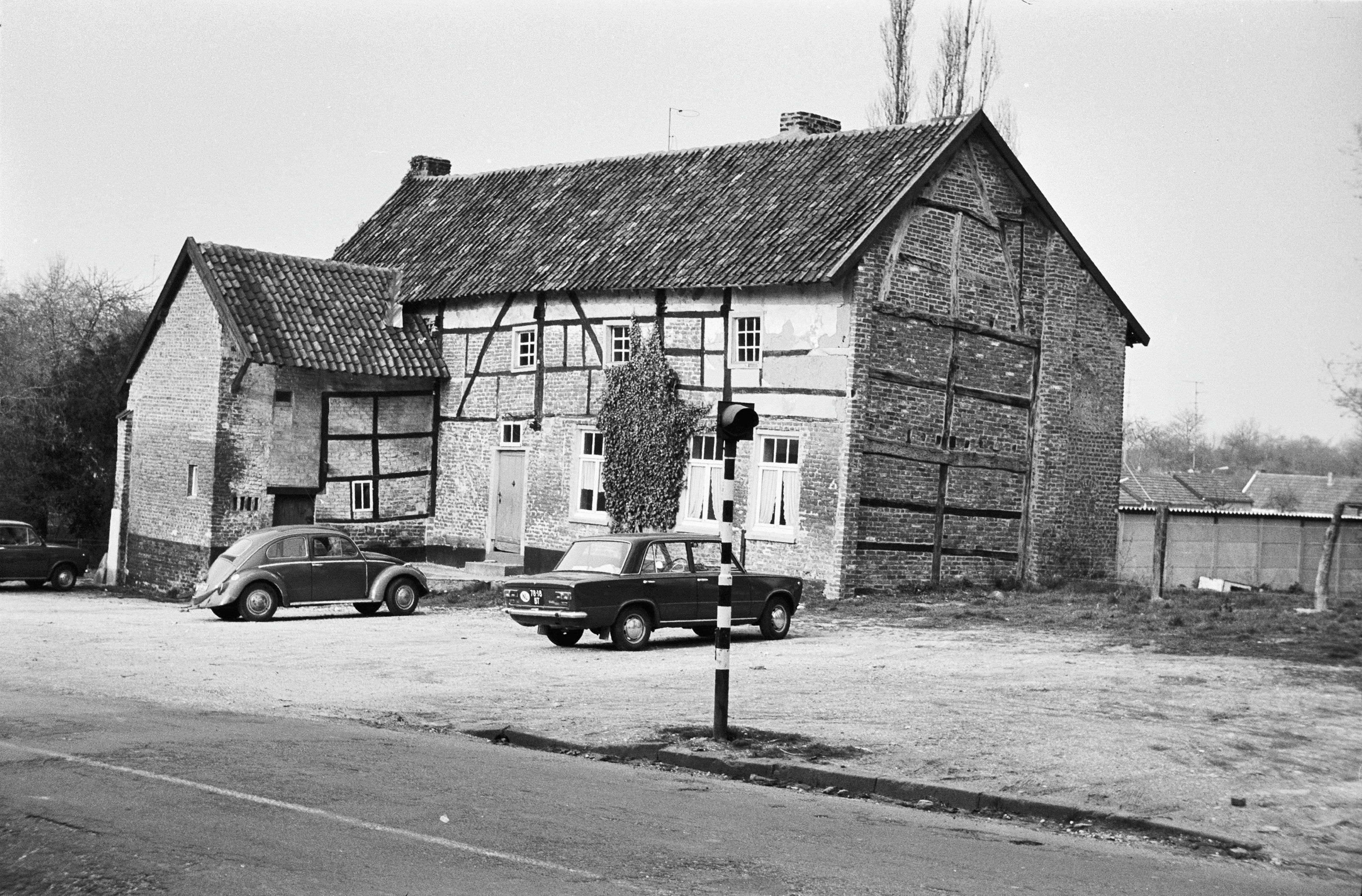
Vakwerkboerderij

## Natuur en landschap
Waubach ligt in de overgang van het Plateau van Nieuwenhagen naar de Geilenkirchener Lehmplatte op een hoogte van ongeveer 140 meter. Het vormt de oostelijke begrenzing van de verstedelijkte Oostelijke Mijnstreek, met in het zuiden en westen stedelijke bebouwing. Aan de noordzijde, in Duitsland, vindt men landbouwgebied, aan de oostzijde ligt eveneens landbouwgebied, begrensd door hellingbossen naar het Wormdal.

## Nabijgelegen kernen
Scherpenseel, Abdissenbosch, Nieuwenhagen, Rimburg, Eygelshoven

## Geboren in Waubach
- Hendrik Hubert Frehen (1917-1986), geestelijke en bisschop van de Rooms-Katholieke Kerk
- Jef Apers (1921-2000), burgemeester van Montfoort
- Ger Thijs (1948-2023), acteur, regisseur, vertaler en toneelschrijver
- Paul Janssen (1970), voetballer
- Maria Katharina Odenhausen (1869–1953), moeder van Joseph Goebbels